# Gabriel Rangoni
Gabriel Rangone OFM Obs., auch Rangoni, genannt Gabriel von Verona, (* 1410 in Chiari (Lombardei); † 27. September 1486 in Rom) war ein römisch-katholischer Ordensgeistlicher der Franziskaner sowie Bischof und Kardinal in Ungarn.

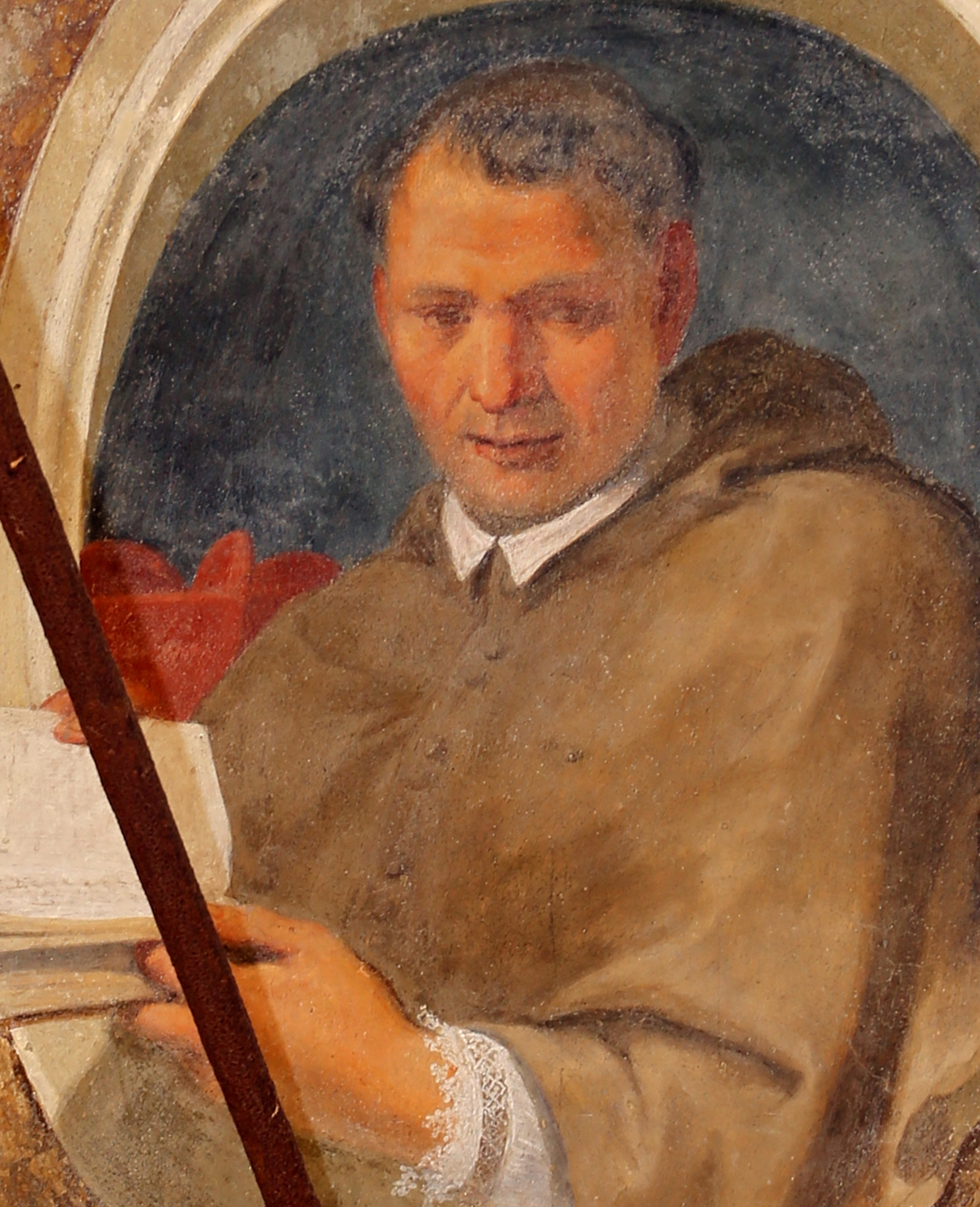
P. Gabriel Rangone, Darstellung von Fabrizio Boschi (1572–1642)

## Biografie
Als unehelicher Sohn von Guido I. Rangoni, der aus einer adligen Familie stammte, folgte er im Kindesalter seinen Eltern nach Verona. 1437 trat er in den Orden der Franziskaner-Observanten der Provinz Venedig ein.
In der Zeit zwischen 1451 und 1479 wirkte er als Prediger in Österreich, Böhmen und Schlesien im österreichisch-böhmischen Observantenvikariats (vicaria Austriae et Bohemiae), als Mitarbeiter des später heiliggesprochenen Johannes Capistran. Er wurde zum Vikar des österreichisch-böhmischen Observantenvikariats (vicaria Austriae et Bohemiae) ernannt. 1460 war er Inquisitor in Böhmen gegen die Hussiten.
Er übte auch diplomatische Aufgaben aus: Er war Berater und Beichtvater von König Matthias Corvinus, und um 1470 bat ihn Papst Paul III., die Aussöhnung zwischen den Königen Polens und Ungarns in Bezug auf das Königreich Böhmen zu fördern.
Am 16. Dezember 1472 wurde er zum Bischof von Siebenbürgen (Alba Iulia) gewählt. 1474 schlug ihn der ungarische König zum Bischof von Eger vor, wohin er am 24. April 1475 vom Apostolischen Stuhl versetzt wurde. Seit 1475 unterstützte auch der ungarische König seine Ernennung zum Kardinal.
Im Konsistorium vom 10. Dezember 1477 erhob ihn Papst Sixtus IV. in den Kardinalsrang, und am 12. Dezember desselben Jahres wurde er mit dem Diakonat der Heiligen Sergius und Bacchus in den Titel eines Kardinals pro illa vice erhoben.
Er kam 1479 nach Rom. 1480 wurde er als päpstlicher Legat nach dem Königreich Neapel geschickt, um Otranto im Krieg gegen die Türken zu unterstützen. Im Oktober 1481 kehrte er nach Rom zurück. Er nahm am Konklave von 1484 teil, das Papst Innozenz VIII. wählte.
Er starb in Rom und wurde in der von ihm gesponserten Kapelle St. Bonaventura in der Basilika Santa Maria in Aracoeli beigesetzt.